# 32590 Cynthiachen
32590 Cynthiachen este o planetă minoră (asteroid) din centura de asteroizi. A fost descoperită pe 20 august 2001 la Experimental Test Site⁠(d) de Lincoln Near-Earth Asteroid Research. 
Obiectul prezintă o orbită caracterizată de o semiaxă mare de 2,3150591 UAi, o excentricitate de 0,14, o înclinație de 5,57199 ° în raport cu ecliptica.